# 1630'erne
Århundreder: 16. århundrede – 17. århundrede – 18. århundrede
Årtier: 1580'erne 1590'erne 1600'erne 1610'erne 1620'erne – 1630'erne – 1640'erne 1650'erne 1660'erne 1670'erne 1680'erne
År: 1630 1631 1632 1633 1634 1635 1636 1637 1638 1639
Begivenheder
Personer